# 장사익

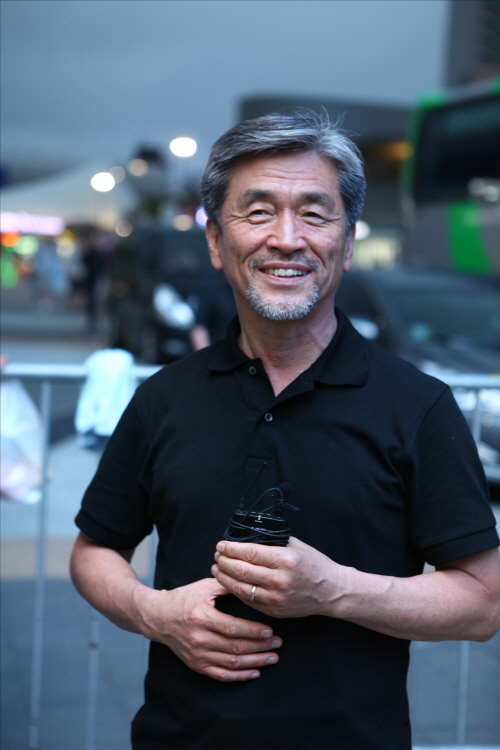

장사익(張思翼, 1949년 ~ )은 대한민국의 음악가 겸 국악 연주가이다.

## 이력
- 1994년 《장사익소리판 하늘가는 길》로 정식 데뷔
- 1995년 《장사익 1집 하늘가는 길》을 발표

## 학력
- 광천중학교 졸업
- 선린상업고등학교 졸업
- 명지대학교 경영학과 학사

## 앨범
- 1집 《하늘 가는 길》(1995년)
- 2집 《기침》(1999년)
- 3집 《허허바다》(2000년)
- 4집 《꿈꾸는 세상》(2003년)
- 5집 《사람이 그리워서》(2006년)
- 6집 《꽃구경》(2008년)
- 공연실황 라이브 앨범 《따뜻한 봄날 꽃구경》(2009년)
- 7집 《역》(2012년)
- 8집 《꽃인 듯 눈물인 듯》(2014년)
- 9집 《자화상》(2018년)

## 작품 활동

### 공연
- 장사익소리판 《찔레꽃》서울 세종문화회관(10월 30일-31일)
- 장사익소리판 《찔레꽃》울산 KBS홀(11월 15일)
- 장사익소리판 《찔레꽃》대구 계명아트센터(11월 21일)
- 장사익소리판 《찔레꽃》광주 문화예술회관(12월 4일)
- 장사익소리판 《찔레꽃》대전 충남대 정심화홀(12월 12일)
- 장사익소리판 《찔레꽃》부산 KBS홀(12월 19일)
- 장사익소리판 《찔레꽃》김해 문화의전당(12월 25일)

### 사진집
- 김녕만 사진집 《장사익》

## 수상
- 국회 대중 문화상
- 미디어 대상 국악상